# Vulcano (mitologia)
Vulcano era o deus romano do fogo original, mais tarde identificado com o artesão
divino Hefesto da mitologia grega, filho de Júpiter e de Juno ou ainda, segundo alguns mitólogos, somente de Juno com o  auxílio do Vento.
Foi lançado aos mares devido ao orgulho de sua mãe pela sua beleza; foi, porém, recolhido por Tétis e Eurínome, filhas de Oceano. Noutras versões, a sua beleza era tal mesmo recém-nascido, que Júpiter o teria abraçado e elogiado. A esse facto se deveria a sua formosura, pois Vulcano era esbelto.
Sua figura era representada como um ferreiro. Era ele quem forjava os raios, atributo de Júpiter. Este deus, o mais belo de todos, era o marido de Vénus (a Afrodite grega), a deusa da beleza e do amor, que, aliás, lhe era tremendamente fiel.
No entanto, Vulcano forjou armas especiais para Eneias, filho de Vénus, de Anquises e de Troia, e para Aquiles quando este havia emprestado para Pátroclo,que por sua vez a perdeu para Heitor.
E também em certa altura, Vulcano preparou uma rede com que armadilhou a cama onde Vénus e Marte mantinham uma relação adúltera. Deste modo o deus ferreiro conseguiu demonstrar a infidelidade da sua esposa, que no entanto foi perdoada por Júpiter.